# Andreas von Buzzi

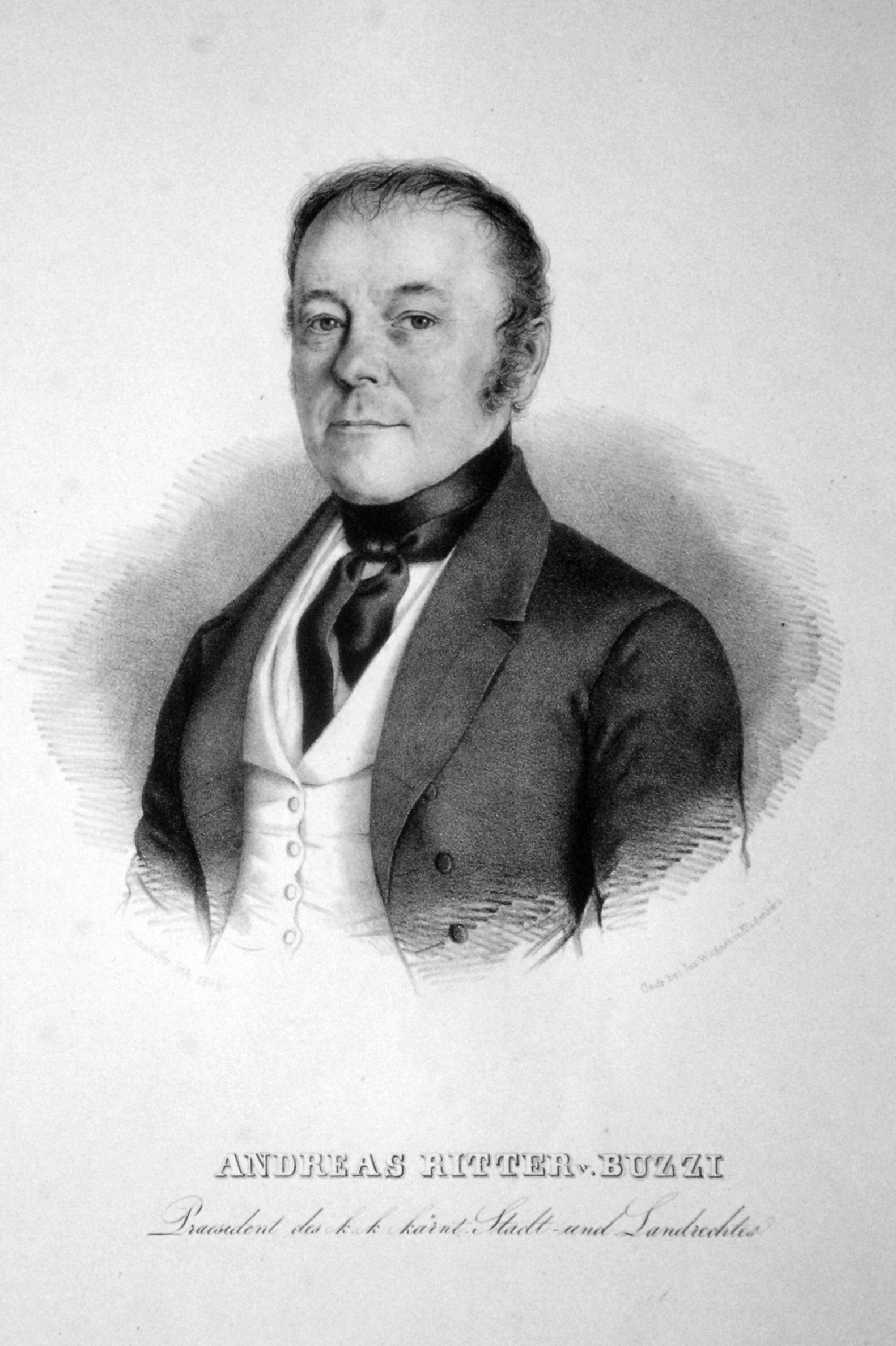
Andreas von Buzzi, Lithographie von August Prinzhofer, 1843

Andreas Ritter von Buzzi (* 8. November 1779 in Pontafel; † 31. März 1864 in Klagenfurt) war ein österreichischer Politiker und Schriftsteller.

## Leben und politische Betätigung
Andreas von Buzzi engagierte sich in der Zeit vor der Revolution von 1848 in der Krain und in Kärnten in der Lokalpolitik. So war er von 1827 bis 1835 Präsident des k.k. Stadt- und Landrechts der Krain, eines vorparlamentarischen Beratungsgremiums, und von 1835 bis 1849 Präsident desselben Gremiums in Kärnten. Er gehörte dabei in Kärnten zum Kreis der Kärntner Patrioten um Kumpf und Jenull, die sich für die Belange der deutschsprachigen Einwohner des Landes einsetzten. Andreas von Buzzi wurde nach Ausbruch der Revolution 1848 für den Wahlkreis Kärnten/Klagenfurt als Abgeordneter für die Frankfurter Nationalversammlung nominiert und auch gewählt. Am 18. Mai 1848 trat er sein Mandat in Frankfurt am Main an. Er schloss sich allerdings keiner Fraktion an, sondern blieb bis zu seinem Mandatsverzicht am 2. August 1848 fraktionsloser Abgeordneter. Von der Politik enttäuscht, wandte er sich, ein hochgebildeter Mann und der Klassik zugewandt, literarischem Schaffen zu. Er begann zu schreiben, verfasste Verse und Prosastücke, ohne aber besonderen Erfolg zu haben.

## Veröffentlichungen
- Amulius. Schauspiel, 1845
- Der Eremit in den Ardennen. Schauspiel (1838) 1866
- Uebersetzung der äsopischen Fabeln des Phädrus. B.G. Teubner, Leipzig 1857